# Wystrzałowe dziewczyny
Wystrzałowe dziewczyny – amerykański western z 1994 w reżyserii Jonathana Kaplana.

## Obsada
- Mary Stuart Masterson – Anita Crown
- Drew Barrymore – Lilly Laronette
- Andie MacDowell – Eileen Spenser
- Madeleine Stowe – Cody Zamora
- James Russo – Kid Jarrett
- Dermot Mulroney – Josh McCoy
- Robert Loggia – Frank Jarrett
- Jim Beaver – detektyw Graves
- Nick Chinlund – detektyw O'Brady

## Fabuła
Gdy pracująca w saloonie prostytutka, Cody Zamora staje w obronie swej koleżanki, Anity, nagabywanej przez niezwykle agresywnego klienta i zabija go, oburzeni mieszkańcy miasteczka postanawiają dokonać samosądu. By uniknąć krwawej zemsty, Cody, Anita i ich dwie przyjaciółki, Eileen i Lilly wyjeżdżają do Teksasu. W ślad za nimi podążają dwaj detektywi. Mimo nieustannego pościgu kobiety wierzą, że mogą rozpocząć nowe życie.